# Ruakokoputuna (rivière)
La rivière Ruakokoputuna  (enanglais : Ruakokoputuna River) est un cours d’eau du District de Wairarapa,dans la région de Wellington de l’Île du Nord de la Nouvelle-Zélande.

## Géographie
Elle s’écoule vers le nord-est à partir de sa source située dans le  Parc Forestier d’Haurangi à l’est de Baie de Palliser, atteignant la rivière Huangarua à 10 km au  sud de Martinborough.